# ロペ・サントス
ロペ・K・サントス（Lope K. Santos,　1879年9月25日 - 1963年5月1日）はフィリピンのタガログ語作家である。作家であったことを別にしても、彼は弁護士、政治家、評論家、労働運動指導者でもあり、“フィリピン国語と文法の父”とみなされた。

## 生涯

### 文学の分野
サントスはフィリピン、リサール州パシッグ市（現在はメトロ・マニラの一部）でLope C. Santosとして、共にリサール州民のラディスラオ・サントスとビクトリア・カンセーコ（V. Canseco）の間に生まれた。彼はナショナリズムを示すために、ミドルネームにCansecoに代えてKansekoを用いた。彼の時代にはCの文字はタガログ語のアルファベットには含まれなかった。サントスは普通高等教員養成学校（Escuela Normal Superior de Maestros）と法律学校（Escuela de Derecho）で学び、そしてコレヒオ・フィリピーノ（Colegio Filipino）で文学士の学位を得た。彼は、よく似た競技だがより短い演説で行われるバラグタサン（balagtasan）と比べられる、ドゥプルハン（dupluhan、彼の若いころによく知られていた詩の討論試合）のエキスパートになった。
1900年、彼はムリン・パグシラン（再生）や彼が設立したサンパギータなどのタガログ語出版物の編集者として働いた。フィリピン大統領マヌエル・ケソンによって、彼は国語研究所（Surian ng Wikang Pambansa）所長に任命された。

### 政治活動
サントスは1910年から1913年までリサール州知事、1918年から1920年までヌエバ・ビスカヤ州知事に就任した。第5フィリピン議会の間、彼はナショナリスタ党のもと第12区の上院議員としても務めた。

### 私生活
1900年2月10日、サントスはシメオーナ・サラサールと結婚し、彼らは5人の子供に恵まれた。彼は肝疾患のため一度手術を受けたが、後に死去した。彼の死の床での最後の望みは、タガログ語をフィリピンの国語にすることだった。

## 作品
サントスの作品には以下のものがある。
- バラリラ・ナン・ウィカン・パンバンサ（Balarila ng Wikang Pambansa,　国語文法）
- バナアッグ・アット・シカット（Banaag at Sikat）、小説